# Harisu
Lee Kyung-eun (nacida Lee Kyung-yeop, 17 de febrero de 1975), más conocida por su nombre artístico Harisu (Hangul: 하리수;Hanja: 河莉秀), es una cantante coreana, modelo y actriz. Comenzó a cantar en clubes japoneses y fue mientras cantaba en Japón que tuvo su primer descanso, siendo reclutada por un agente en 1999. En 2001 adoptó el nombre artístico Harisu, justo antes de aparecer en un anuncio de la compañía coreana de cosméticos DoDo. Resultó ser un gran éxito y terminó lanzando su carrera. Su nombre artístico es una adaptación de la frase en inglés "hot issue".
Nació como varón pero Harisu se identificó como mujer desde la primera infancia y se sometió a una cirugía de reasignación de sexo en la década de 1990. Ella es la primera artista transgénero de la República de Corea , y en 2002 se convirtió en la segunda persona en Corea en cambiar legalmente su género. 
Harisu primero ganó la atención del público en 2001, después de aparecer en un comercial de televisión para los cosméticos DoDo. El comercial fue un gran éxito y terminó lanzando su carrera, lo que le permite diversificar su actividad a otros campos como la música y la actuación. Hasta el momento ha grabado cinco álbumes musicales coreanos, cambiando géneros entre el techno y el R & B, y sus versiones en el extranjero han ofrecido canciones grabadas en mandarín. Su primer papel importante fue la actuación en la película de 2001 de Yellow Hair 2 y desde entonces sus créditos han incluido Hi! Honey, una serie de drama taiwanés, y Colour Blossoms, un drama erótico por el cineasta de Hong Kong Yonfan. El 19 de mayo de 2007, se casó con Micky Jung, con el que llevaba dos años saliendo.
También en 2001, Harisu publicó su autobiografía, Eva de Adán, y apareció en un vídeo musical para el grupo de danza Turbo. En septiembre, entró en la escena de la música K-pop con su álbum debut, Temptation, una mezcla de música pop de estilo tecno y baladas lentas, que alcanzó el puesto número 32 en la (Asociación de la Industria de la música de Corea) MIAK. Ella lanzó su segundo álbum, Liar, en octubre de 2002, y lo describió como «un disco de baile de alta energía con un ritmo muy alegre». Liar se convirtió en su mayor éxito en las listas nacionales, alcanzando el número 23 en su primer mes de la liberación.

## Biografía
Harisu nació en Seongnam, Corea, y es uno de cinco hijos. Aunque se le asignó sexo masculino al nacer, supo que era mujer desde muy pequeña, y recordó: «Siempre fui una niña a la que le encantaba jugar con muñecas». Esto no pasó desapercibido para su familia o sus amigos del colegio, que a menudo comentaban que parecía y actuaba como una chica. Una relación fallida con un chico durante su adolescencia convenció a Harisu de la necesidad de cambiar de sexo, y cuando se graduó en el instituto masculino de Naksaeng, ya se estaba sometiendo a terapia hormonal sustitutiva. Por este motivo fue eximida del servicio militar que suele exigirse a los varones en la República de Corea, siendo rechazada por «enfermedad mental». A finales de la década de 1990, Harisu se había sometido a varias cirugías en Corea y Japón, entre ellas: aumento de pecho, cirugía de reasignación de sexo, rinoplastia, y cirugía para aumentar el tamaño de sus caderas.
Harisu vivió en Japón durante varios años, donde estudió para ser peluquera. Fue mientras trabajaba como cantante de discoteca cuando fue descubierta por una agencia de talentos, y poco después comenzó su carrera como modelo. Tras regresar a Corea en 2000, firmó un contrato con la empresa de management TTM Entertainment, y comenzó a utilizar el nombre artístico «Harisu», derivado de la expresión inglesa «hot issue».

## Trayectoria
Harisu debutó como actriz en 1991, cuando aún vivía como un niño, como actriz secundaria en una serie de ficción televisiva de instituto, y le siguieron otros papeles menores en cine y televisión como extra durante la década de 1990.
Su gran oportunidad llegó a principios de 2001, cuando apareció en un anuncio de televisión para cosméticos DoDo. El anuncio insinuaba que era transexual, acercándose para mostrar su nuez de Adán (aunque esto se añadió digitalmente, ya que la propia Harisu no tiene una nuez de Adán prominente). DoDo se mostró cautelosa al principio con el anuncio y estaba dispuesta a retirarlo si la respuesta era negativa, pero el anuncio resultó ser un gran éxito y la convirtió rápidamente en una celebridad. Al ser la primera artista transgénero de la República de Corea, los medios de comunicación se interesaron mucho por Harisu, que fue descrita a menudo como «más bella que una mujer». Al explicar sus motivos para «salir del armario», dijo: «No quiero enfrentarme a la gente de forma deshonesta. Después de todo, no podré ocultarlo. Es mejor dejarlo claro desde el principio«. En junio de 2001, Harisu fue objeto de un documental televisivo producido por KBS, que cubría su infancia, sus relaciones familiares y su debut como artista.
Ese mismo año fue elegida para la película Yellow Hair 2, su primer papel protagonista. Además de contribuir con canciones para la banda sonora, Harisu interpretó a una transexual que huye tras la aparente muerte del propietario de una tienda de comestibles. Respecto a su decisión de aparecer en la película, dijo: «Quería romper el estereotipo de los transexuales: el recato y la extrema debilidad con que se les suele representar». La película se estrenó el 21 de julio. 
También en 2001, Harisu publicó su autobiografía, Eve from Adam, y apareció en un vídeo musical del grupo de baile Turbo. En septiembre, entró en la escena musical del K-pop con su álbum debut, Temptation, una mezcla de música pop de estilo tecno y balada lenta, que alcanzó el número 32 en la lista de álbumes de K-pop de la MIAK (Asociación de la Industria Musical de Corea). En octubre de 2002 lanzó su segundo álbum, Liar, que describió como «un disco de baile con mucha energía y un ritmo muy alegre». Liar se convirtió en su mayor éxito en las listas nacionales, alcanzando el número 23 en su primer mes de lanzamiento.

### 2003-2005
En octubre de 2003, Harisu tomó la decisión de dejar a su compañía administrativa, TTM Entertainment. Sin embargo, TTM afirmó mantener los derechos de su nombre artístico, y anunció sus intenciones de utilizar ese nombre para promover otros artistas. El asunto fue llevado a la corte, y a principios de 2004, el fallo fue a favor de Harisu, lo que le permite mantener el nombre. Posteriormente creó su propia compañía, G&F Entertainment, con el fin de tomar sus propias decisiones con respecto a su carrera. En febrero lanzó su tercer álbum, Foxy Lady, que marcó un cambio del sonido de sus discos anteriores hacia un estilo más hip-hop / R&B, con esto Harisu dijo: «Ahora estoy por mi cuenta, y mostrar mis verdaderos colores, haciendo exactamente el tipo de música que siempre he querido». El álbum, sin embargo, no logró estar en el top 50 de las listas de éxitos coreanos.
En 2004, Harisu comenzó a desarrollar su carrera en el extranjero. Protagonizó el drama taiwanés Hi! Honey junto con la celebridad local Pace Wu, pese a que no hablaba con fluidez el mandarín (sus líneas fueron traducidas al coreano y más tarde dobladas). Llamó la atención por la promoción de toallas sanitarias en una serie de anuncios para la compañía taiwanesa UFT, por la que se pagó un estimado de 100 millones de won surcoreano por anuncio pese a que en un primer momento había rechazado el proyecto. Hacia el final del año Harisu apareció en Colour Blossoms de Yonfan, una película de drama erótico de Hong Kong en el que compartió un papel con la veterana actriz japonesa Keiko Matsuzaka. Publicado el 18 de octubre de 2004, fue mal recibida en la taquilla y por los medios de comunicación aunque tuvo cierto éxito en festivales de cine, y recogió varios premios y nominaciones.
Harisu hizo un regreso a las pantallas de Corea a principios de 2005, después de haber sido emitidos en la miniserie de MBC Beating Heart, su primer papel importante en un drama coreano. Más tarde ese mismo año su álbum Foxy Lady fue lanzado en Taiwán y China, con la inclusión de canciones regrabadas en mandarín, y ella fue incluso promovida por su sello discográfico taiwanés como «la Kylie Minogue del Oriente». En septiembre de 2005, Harisu ganó un punto de apoyo en Malasia después de firmar un contrato de tres años, un memorando de entendimiento con Hock Star Entertainment, un tratado que incluyó la producción de dos largometrajes y logró la liberación de su álbum en Malasia.

### 2006–presente
Tras una prolongada ausencia en escena de la coreana, Harisu regresó en enero de 2006 con su cuarto álbum, auto-titulado. Aunque su regreso estaba programado originalmente para el verano de 2005, este había sido impedido por otros compromisos en el extranjero. El álbum fue precedido por un sencillo digital, "Winter Story", y marcó un cambio en su imagen, con un énfasis en ser "lindo" en lugar de "sexy". Harisu llegó al número 46 en Corea, y al igual que con su anterior álbum que fue lanzado en Taiwán y China, con canciones adicionales grabadas en mandarín. Su quinto álbum coreano, Summer, fue lanzado tan sólo seis meses más tarde, a pesar de que no pudo estar en el top 50.
Su siguiente película, la primera como parte del acuerdo con Hock-Star Entertainment fue Possessed, una película de terror malasia lanzada el 30 de noviembre de 2006, en la que protagonizó junto a Ámbar Chia. Harisu jugó el papel de Lisu, una cantante de pop asesinada que se convierte en un vengativo fantasma, y también lleva a cabo la canción del tema de la película, a pesar de que era necesario que su diálogo fuera hablado en coreano y más tarde doblado. Ella fue elogiada por el director Bjarne Wong por su arduo trabajo y profesionalismo, y ha dado a entender que pueden colaborar en otra película en el futuro.
A principios de 2007, Harisu fue elegida como la actriz principal en Police Line, una serie de drama coreano producido por la red de cable On-Media. La serie, se basa en una unidad especial para las víctimas de abuso sexual, Harisu protagoniza como una mujer policía que de niña sufrió abusos sexuales por parte de su padrastro. El rodaje de Police Line comenzó en abril de 2007, y la serie fue lanzada en junio con el marido de Harisu, Micky Jung haciendo un cameo. En diciembre de 2007, Harisu lanzó un miniálbum digital, "Winter Special", en la cual participó a dueto con su esposo en la pista "First Snow".
Harisu publicó una colección de ensayos en Japón en marzo de 2008, titulado Haris Beauty (sic). Los ensayos formaron una guía completa de la belleza, la dieta y la moda, y contenían fotografías de Harisu tomadas por Yamagishi Shin, que había viajado a Seúl el mes de diciembre anterior para una sesión de fotos de cuatro días. Harisu también proporciona la narración de los discapacitados visuales para la película del 2008 If You Were Me: Anima Version 2, una película animada sobre los derechos humanos.
En 2008, Harisu creía que todavía enfrentaba discriminación dentro de la industria del entretenimiento, diciendo en televisión: "Muchas personas fingen sonreír y darme la bienvenida, pero después de la filmación, me regañan a mis espaldas".